# Steeg (Engelskirchen)
Steeg ist ein Ort in der Gemeinde Engelskirchen im Oberbergischen Kreis in Nordrhein-Westfalen in Deutschland.

## Lage und Beschreibung
Der Ort liegt am südwestlichen Ortsrand von Engelskirchen im Tal der Agger. Nachbarorte sind Obersteeg, Albertsthal und Engelskirchen.

## Geschichte
1413 wird im Kämmereiregister für den Fronhof Lindlar der Ort mit der Ortsbezeichnung „Stege“ genannt. In der Karte Topographische Aufnahme der Rheinlande von 1825 und auf der Preußischen Uraufnahme von 1845 wird der Ort mit umgrenztem Hofraum, jedoch ohne den Ortsnamen verzeichnet. Ab der amtlichen topografischen Karte von 1896 wird der Ortsname Steeg verwendet.